# 斯韋恰區
58°16′N 47°30′E / 58.267°N 47.500°E
斯韋恰區（俄语：Свечинский район），是俄羅斯的一個區，位於該國西部，由基洛夫州負責管轄，面積1,773平方公里，2010年該區人口8,517，人口密度每平方公里4.8人。